# شلنغرد
شلنغرد (بالفارسية: شلنگرد) هي قرية تقع في قسم بيزكي الريفي (مقاطعة تشناران) في إيران. يقدر عدد سكانها بـ 230 نسمة بحسب إحصاء 2016.